# Lista de Membros Correspondentes da Academia Brasileira de Ciências Empossados em 1985
Esta lista contém os nomes dos membros correspondentes da Academia Brasileira de Ciências empossados em 1985. 
| Imagem | Nome                  | Datas de nascimento e falecimento          | Local de nascimento     | Área de especialização | Alma mater   | Data de posse           | Conhecido por | Referências |
| ------ | --------------------- | ------------------------------------------ | ----------------------- | ---------------------- | ------------ | ----------------------- | ------------- | ----------- |
|        | Armando Gomez-Puyou   | 02 de abril de 1934 23 de dezembro de 2013 | San Luis Potosí, México | Ciências Biológicas    | UNAM, México | 28 de fevereiro de 1985 |               | [ 2 ] [ 3 ] |
|        | Max Luciano Birnstiel | 12 de julho de 1933 05 de novembro de 2014 | Bahia, Brasil           | Ciências Biológicas    | ETHZ, Suíça  | 28 de fevereiro de 1985 |               | [ 4 ]       |